# Veit Graber

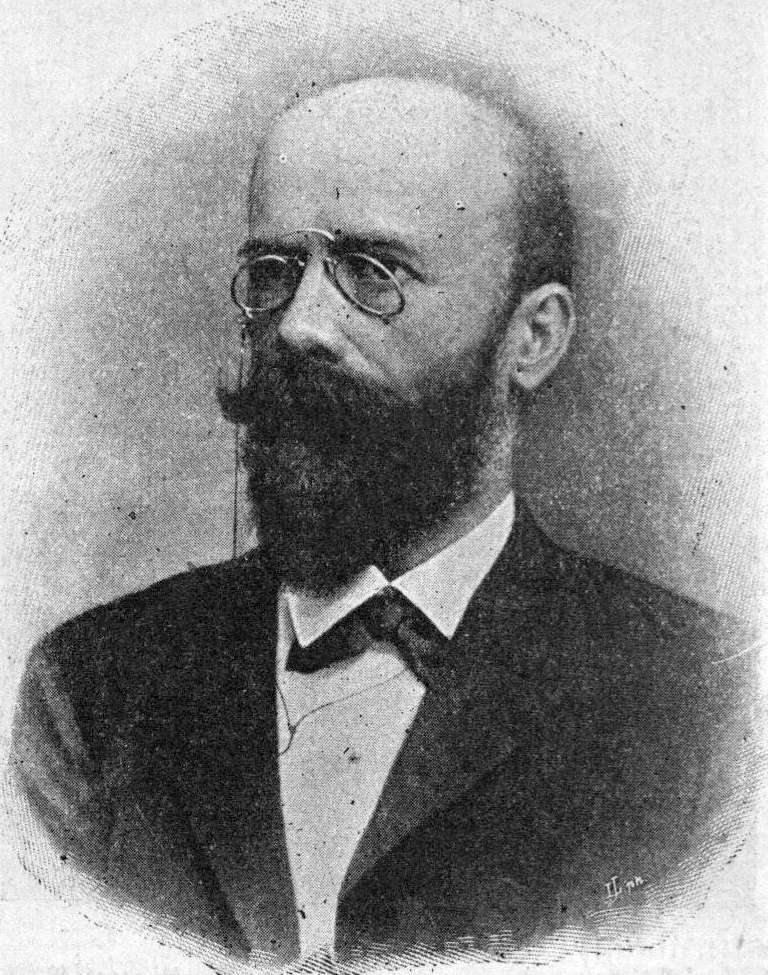
Veit Graber (1844–1892)

Veit Graber, auch Vitus Graber genannt, (* 2. Juli 1844 in Weer; † 3. März 1892 in Rom) war ein österreichischer Zoologe, der sich vor allem der Insektenkunde widmete.

## Leben

### Ausbildung
Von 1858 bis 1864 besuchte Graber das Akademische Gymnasium Innsbruck. Ein Begabtenstipendium ermöglichte ihm das Studium an der Leopold-Franzens-Universität Innsbruck ab 1864, hauptsächlich in Zoologie unter Camill Heller (1823–1917). Vorwiegend besuchte er naturhistorische Vorlesungen. Er machte im Dezember 1867 die Lehramtsprüfung für Obergymnasien und erhielt bereits am 31. Januar 1868 sein Doktordiplom der Philosophie. Schon während dieser drei Studienjahre begann er mit seinen eigenen wissenschaftlichen Arbeiten. Für seine Abhandlung Die Orthopteren Tirols erhielt er einen Preis der philosophischen Fakultät. Im Jahre 1866 unterbrach er sein Studium und zog im Rahmen des Deutschen Krieges als Schütze der freiwilligen akademischen Innsbrucker Scharfschützenkompanie an die Grenze zur Lombardei. Dafür wurde er mit der Schützenmedaille ausgezeichnet.

### Akademische Laufbahn
Kurz nach Erhalt seines Doktordiploms zog Graber nach Wien, in der Absicht, seine zoologischen Studien dort fortzusetzen und die akademische Laufbahn anzutreten. Zunächst wurde er zur Probe ins Lehramt an der städtischen Oberrealschule auf der Wieden (4. Wiener Bezirk) eingesetzt. Aber schon bald darauf, am 23. April 1868, erhielt er durch das kaiserlich königliche Platzkommando in Wien vom Reichskriegsministerium die Lehrstelle für Naturwissenschaften am kaiserlich königlichen katholischen Staats-Obergymnasium Winkowitz in der kroatisch-slawonischen Militärgrenzregion. Hier gründete er eine Wetterstation und machte Ausflüge ins südliche Ungarn und nach Bosnien, um die dortige Fauna zu studieren. Die daraus resultierenden wissenschaftlichen Veröffentlichungen sollten ihn bekannt machen.

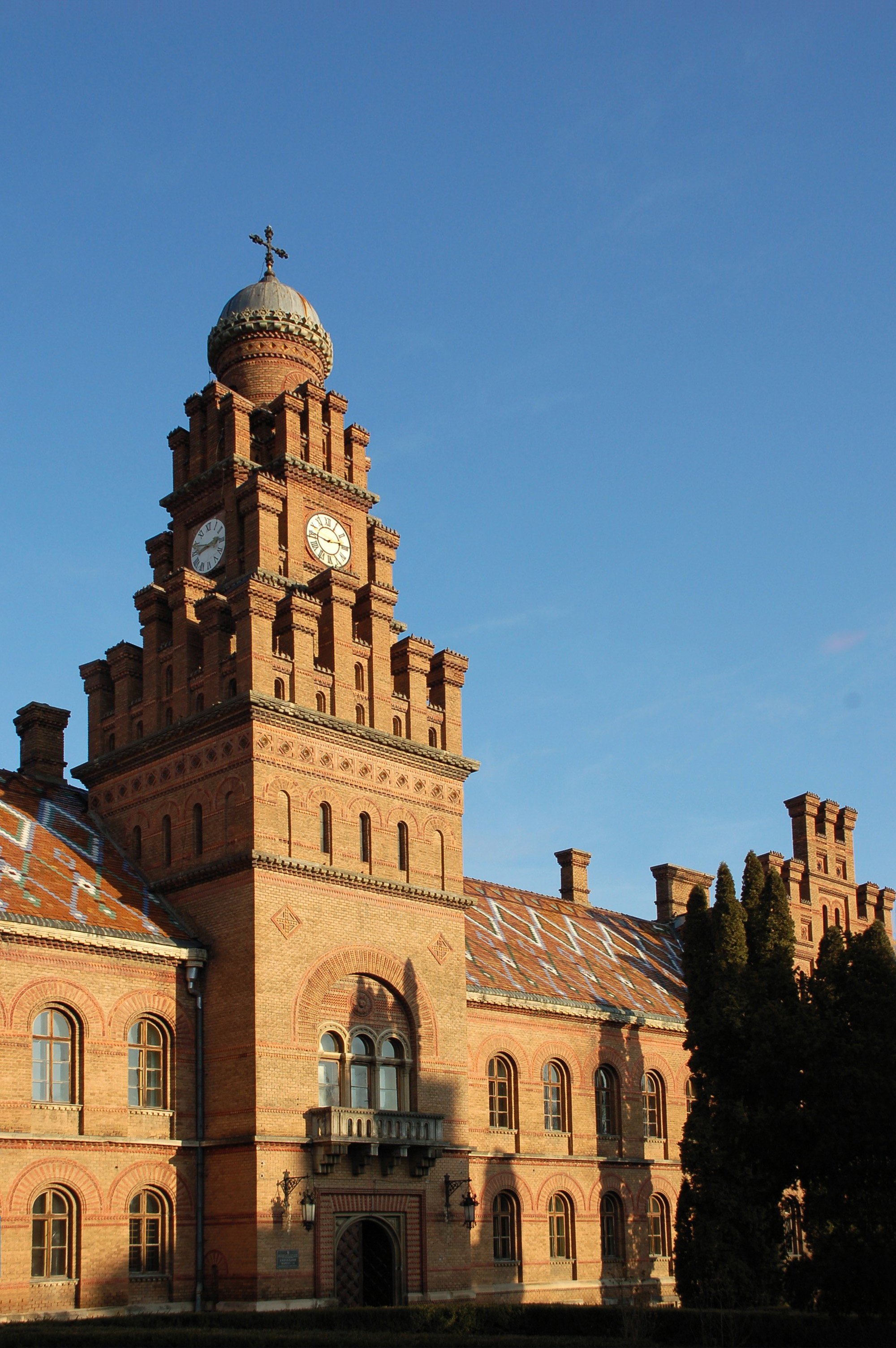
Nationale Jurij-Fedkowytsch-Universität Czernowitz (damals Franz-Josephs-Universität)

Im September 1869 wurde Graber als Lehrer ans kaiserlich königliche zweite Staatsgymnasium in Graz versetzt und habilitierte dort bereits im Jahre 1871 unter dem Zoologen Eduard Oscar Schmidt (1823–1886). Mehrfache Lehrämter forderten ihm als Privatdozenten viel Zeit ab. Dementsprechend verlegte er seine Feldforschungsarbeit an den Abend und schrieb seine Arbeiten in der Nacht, so dass seine Gesundheit darunter zu leiden begann. Im Jahre 1873 schlugen die Kollegen der philosophischen Fakultät vor, ihn zum außerordentlichen Professor an der Universität Graz zu befördern. Er besuchte weiterhin Vorlesungen, insbesondere über Histologie von Alexander Rollett (1834–1903), und unternahm drei Forschungsreisen an die Adria und nach Dalmatien.
Als im Jahre 1876 an der Franz-Josephs-Universität Czernowitz ein Lehrstuhl für Zoologie eingerichtet wurde, ernannte Kaiser Franz Joseph I. (1830–1916) Graber sofort, am 23. Juli 1876, als ordentlichen Professor dorthin. Er baute das Institut fast zwei Jahre lang ohne jegliche Hilfe aus und bekleidete dieses Amt bis zu seinem Tode. Da ihm kein Assistent zur Verfügung stand, musste er die meisten seiner anatomischen Präparate selbst anfertigen. Bis 1877 hatte er mehrere wissenschaftliche Reisen unternommen und beschäftigte sich 1877–79 erneut mit der Meeresfauna. Dazu besuchte er im Jahre 1884 mehrere Institute im Deutschen Reich und arbeitete ab 1888 an der Zoologischen Station Neapel. Dort eignete er sich sehr viele Kenntnisse an, gewann viele Freunde und interessierte sich auch für Volk, Kultur und Geschichte Neapels und Roms. Seine bedeutendsten Arbeiten gehörten dem Studium der Sinnesorgane niederer Tiere und der Insektenembryologie an.

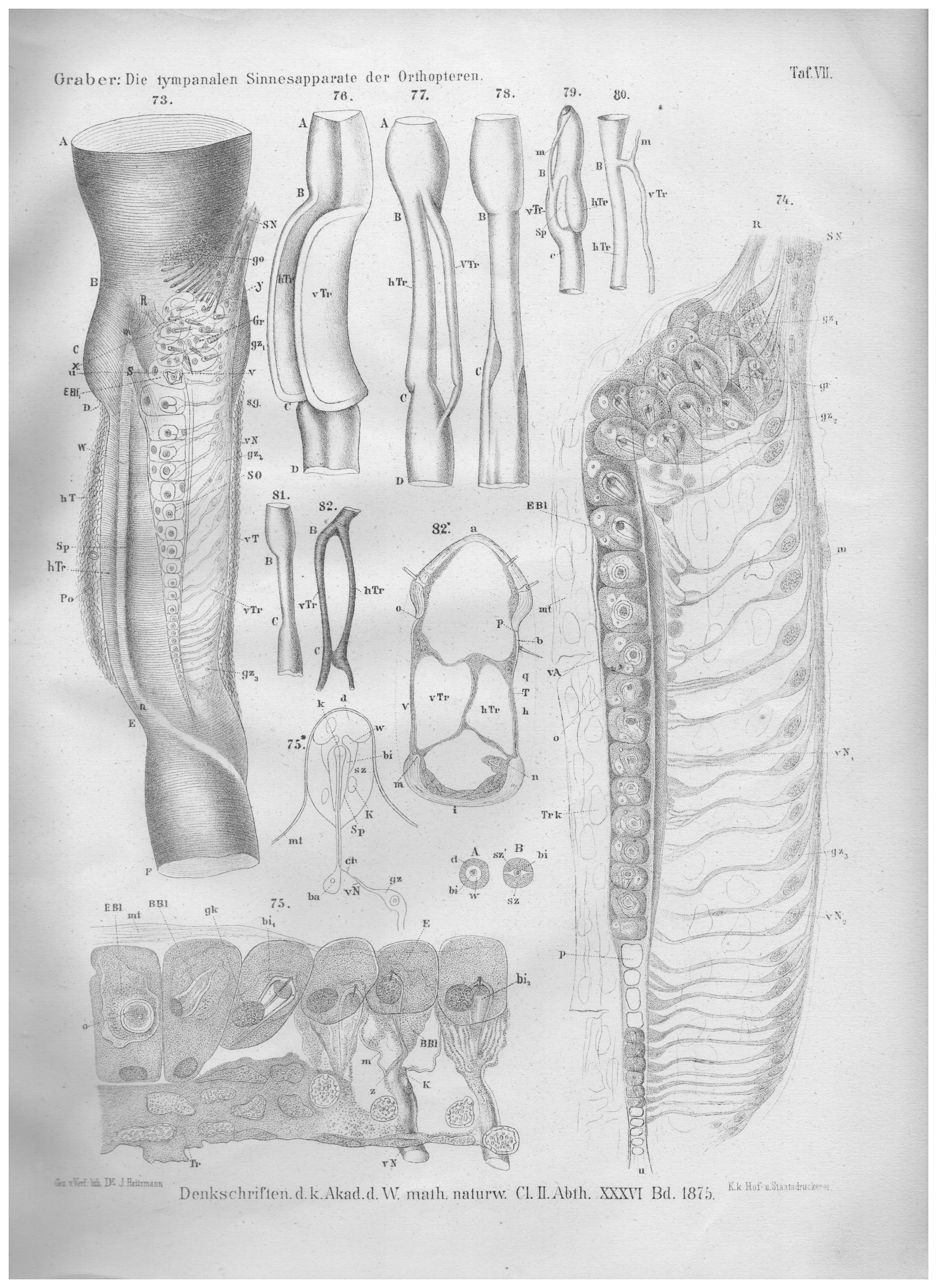
Tafel VII aus dem Buch Die tympanalen Sinnesapparate der Orthopteren

Graber bekundete oft, dass er mit dem Lehramt in Czernowitz sehr unzufrieden war. Er konnte nur einen Studenten der Fachrichtung Zoologie vorweisen, Anton Jaworowski (später Anton Ritter von Jaworowski; * 1853). Des Weiteren besuchten nur Pharmazie- und einige Medizinstudenten seine Vorlesungen, die hauptsächlich die vergleichende Anatomie der Wirbeltiere behandelten. Die neue Studienordnung zum Sommersemester 1892 sollte zoologische Vorlesungen für Pharmaziestudenten ausschließen. Somit war fraglich, ob zoologische Vorlesungen mangels Publikum überhaupt weiterhin stattfinden konnten.
Von der philosophischen Fakultät der Universität Czernowitz wurde Graber zwei Mal zum Dekan gewählt. Im Jahre 1886/87 war Graber Rektor der Universität. Seit dem 15. Februar 1869 war er Mitglied der kaiserlich-königlichen zoologisch-botanischen Gesellschaft in Wien, seit 30. Dezember 1876 Ehrenmitglied des naturwissenschaftlichen Vereins für die Steiermark und seit 16. März 1881 korrespondierendes Mitglied der heute nicht mehr bestehenden Boston Society of Natural History.
Auf einer erneuten Studienreise zur Stazione zoologica in Neapel erlag Graber am 3. März 1892 im Hospital der Deutschen Botschaft in Rom seinem Krebsleiden und einer Herzlähmung. Er wurde auch dort auf dem Campo Santo Teutonico am Fuße der VIII. Kreuzwegstation beigesetzt. Sein Schwiegersohn, Theodor Gartner erwarb 1893 für die Gebühr von 500 Lire die Gedenkstätte „II. Klasse mit ewigem Besitz“. Die Gedenktafel aus Grauem Marmor mit dem von den Angehörigen verfassten Text kostete 100 Lire.
Nach dem Tode Grabers übernahm von 1893 bis 1897 Robert Lendlmayer von Lendenfeld den Lehrstuhl für Zoologie in Czernowitz.

## Leitfaden der Zoologie
Graber verfasste etwa 66 häufig reichlich illustrierte Fachabhandlungen, davon galten die meisten der Anatomie und Embryologie der Insekten und weiterer niederer Tierklassen. Mit dem Leitfaden der Zoologie für die oberen Classen der Mittelschulen verfasste er 1888 ein zwar elementares, für diese Zeit aber dennoch sehr fortschrittliches, reich illustriertes Lehrbuch mit anschließenden schulpädagogischen Aufsätzen. Neue Instruktionen zum naturwissenschaftlichen Unterricht an den Mittelschulen erforderten dieses Lehrbuch, das mithilfe des Verlegers als bedeutendes Schulbuch an den meisten österreichischen Obergymnasien und auch deutschen Schulen Einzug fand.
Die Arbeit an einer zweiten, erweiterten Auflage im Jahre 1892 konnte er nicht mehr beenden, Josef Mik (1839–1900) stellte diese Auflage fertig und brachte auch die dritte, erweiterte Auflage 1897 heraus. Eine vierte, erweiterte Auflage verfasste Robert Latzel (1845–1919) im Jahre 1905. Bis ins Jahr 1922 wurden insgesamt neun Auflagen verlegt.

## Familie
Graber wurde am 2. Juli 1844 als Sohn eines Sensenschmiedes in Weer im Unterinntal geboren und wuchs in ärmlichen Verhältnissen auf. Er gehörte der römisch-katholischen Konfession an.
Graber lernte in Winkowitz Katharine Prill kennen und heiratete sie dort im Jahre 1868. Mit ihr zusammen hatte er zwei Kinder. In Winkowitz wurde Maria Graber geboren, die den an der Universität Czernowitz beamteten Philologen Theodor Gartner (1843–1925) heiratete und zwei Kinder mit ihm hatte. Etwa vier Jahre später kam in Graz der Geologe und Mineraloge Hermann Veit Graber (1873–1939) zur Welt.
| Ahnentafel von Veit Graber | Ahnentafel von Veit Graber                                                                      | Ahnentafel von Veit Graber                                           | Ahnentafel von Veit Graber                                              | Ahnentafel von Veit Graber                                              |
| -------------------------- | ----------------------------------------------------------------------------------------------- | -------------------------------------------------------------------- | ----------------------------------------------------------------------- | ----------------------------------------------------------------------- |
| Großeltern                 | Franziskus Salesius Graber Bierwirt in Weer ⚭ Maria Reinisch                                    | Martin Posch Salzbergarbeiter ⚭ Maria Kirchbichler                   |                                                                         |                                                                         |
| Eltern                     | J. Matthäus Graber (* 1809) Sensenschmied ⚭ Barbara Posch (* 1812)                              | J. Matthäus Graber (* 1809) Sensenschmied ⚭ Barbara Posch (* 1812)   | J. Carl Prill Schmuckkastenhersteller ⚭ Magdalena Leitner               | J. Carl Prill Schmuckkastenhersteller ⚭ Magdalena Leitner               |
|                            | Veit Graber (1844–1892) Zoologe und Entomologe Österreich-Ungarns ⚭ Katharine Prill (1847–1895) |                                                                      |                                                                         |                                                                         |
| Kinder                     | Maria Graber ⚭ Theodor Gartner (1843–1925) österreichischer Romanist                            | Maria Graber ⚭ Theodor Gartner (1843–1925) österreichischer Romanist | Hermann Veit Graber (1873–1939) österreichischer Geologe und Mineraloge | Hermann Veit Graber (1873–1939) österreichischer Geologe und Mineraloge |

## Werke
- Kleiner Beitrag zur Hemipterenfauna Tirols. In: Zeitschrift des Ferdinandeums für Tirol und Vorarlberg. Folge 3, Jg. 13, 1867, ZDB-ID 510446-4, S. 255–260 (zobodat.at [PDF]).
- Analytische Uebersicht über die in Tirol beobachteten Orthopteren. In: Zeitschrift des Ferdinandeums für Tirol und Vorarlberg. Folge 3, Jg. 13, 1867, ZDB-ID 510446-4, S. 261–277 (zobodat.at [PDF]).
- Die Orthopteren Tirols. mit besonderer Rücksicht auf ihre Lebensweise und geographische Verbreitung. In: Verhandlungen der kaiserlich-königlichen zoologisch-botanischen Gesellschaft in Wien. Jg. 17, 1867, ISSN 0084-5647, S. 251–280.
- Die Entwicklungs-Stadien der Orthoptera Saltatoria Latr. im Allgemeinen und der Platycleis grisea insbesondere. In: Programm des k. k. Staats-Obergymnasium zu Vinkovci, in der kroat. slav. Militärgrenze, veröffentlicht am Schlusse des Schuljahres 1867/8. Wukowar 1868, S. 1–20.
- Faunistische Studien in der syrmischen Bucht. In: Verhandlungen der kaiserlich-königlichen zoologisch-botanischen Gesellschaft in Wien. Jg. 20, Nr. 3, 1870, ISSN 0084-5647, S. 367–380.
- Fortgesetzte Untersuchungen über die nachembryonale Entwicklung und die cuticula der Geradflügler. In: Anton Maresch (Hrsg.): Erster Jahresbericht des k. k. zweiten Staats-Gymnasiums in Graz. Abth. 1, 1870, ZDB-ID 1049523-X, S. 1–48.
- Ueber Polygamie und anderweitige Geschlechtsverhältnisse bei Orthopteren. In: Verhandlungen der kaiserlich-königlichen zoologisch-botanischen Gesellschaft in Wien. Jg. 21, 1871, ISSN 0084-5647, S. 1091–1096.
- Ueber den Ursprung und Bau der Ton-Apparate bei den Akridiern. In: Verhandlungen der kaiserlich-königlichen zoologisch-botanischen Gesellschaft in Wien. Jg. 21, 1871, ISSN 0084-5647, S. 1097–1102.
- Beitrag zur Histologie der Stachelhäuter. In: Anton Maresch (Hrsg.): Dritter Jahresbericht des k. k. zweiten Staats-Gymnasiums in Graz. Abth. 1, 1872, ZDB-ID 1049523-X, S. 45–54.
- Ueber den Tonapparat der Locustiden, ein Beitrag zum Darwinismus. In: Zeitschrift für wissenschaftliche Zoologie. Jg. 22. Engelmann, 1872, ZDB-ID 200735-6, S. 100–125.
- Anatomisch-physiologische Studien über Phthirius inguinalis Leach. In: Zeitschrift für wissenschaftliche Zoologie. Jg. 22. Engelmann, 1872, ZDB-ID 200735-6, S. 137–167.
- Ueber den propulsatorischen Apparat der Insecten. In: Archiv für Mikroskopische Anatomie. Band 9, Nr. 1. Cohens, Dezember 1873, ISSN 0176-7364, S. 129–196, doi:10.1007/BF02956163.
- Ueber eine Art fibrilloiden Bindegewebes der Insectenhaut und seine locale Bedeutung als Tracheensuspensorium. In: Archiv für Mikroskopische Anatomie. Band 10. Cohens, Dezember 1874, ISSN 0176-7364, S. 124–144, doi:10.1007/BF02960318.
- Ueber das Verdauungssystem des Kiefernprachtkäfers. (Chalcophora mariana Lin.). In: Philipp Pauschitz (Hrsg.): Fünfter Jahresbericht des k. k. zweiten Staats-Gymnasiums in Graz. Abth. 1, 1874, ZDB-ID 1049523-X, S. 17–42.
- Die tympanalen Sinnesapparate der Orthopteren. In: Denkschriften der kaiserlichen Akademie der Wissenschaften. Mathematisch-naturwissenschaftliche Classe. Jg. 36, Abth. 2, 1876, ZDB-ID 961131-9, S. 1–140.
- Die abdominalen Tympanalorgane der Cikaden und Gryllodeen. In: Denkschriften der kaiserlichen Akademie der Wissenschaften. Mathematisch-naturwissenschaftliche Classe. Jg. 36, Abth. 2, 1876, ZDB-ID 961131-9, S. 273–296.
- Ueber den pulsirenden Bauchsinus der Insecten. In: Archiv für Mikroskopische Anatomie. Band 12. Cohens, 1876, ISSN 0176-7364, S. 575–582.
- Die Insekten. 1. Theil: Der Organismus der Insekten. In: Die Naturkräfte. Eine naturwissenschaftliche Volksbibliothek. Band 21. Oldenbourg, München 1877.
- Die Insekten. 2. Theil: Vergleichende Lebens- und Entwicklungsgeschichte der Insekten. In: Die Naturkräfte. Eine naturwissenschaftliche Volksbibliothek. Band 22. Oldenbourg, München 1879.
- Ueber Amöboid-Epithelien. In: Zoologischer Anzeiger. Jg. 2, Nr. 29. Engelmann, 1879, ISSN 0044-5231, S. 277–280.
- Ueber das unicorneale Tracheaten- und speciell das Arachnoideen- und Myriapoden-Auge. In: Archiv für Mikroskopische Anatomie. Band 17. Cohens, 1879, ISSN 0176-7364, S. 58–93.
- Nachtrag, betreffend die Convergenz zwischen dem Tracheaten- und Annelidenstemma. In: Archiv für Mikroskopische Anatomie. Band 17. Cohens, 1879, ISSN 0176-7364, S. 94.
- Morphologische Untersuchungen über die Augen der freilebenden marinen Borstenwürmer. In: Archiv für Mikroskopische Anatomie. Band 17. Cohens, 1879, ISSN 0176-7364, S. 243–323.
- Über die stifteführenden oder chordotonalen Sinnesorgane bei den Insecten. In: Zoologischer Anzeiger. Jg. 4, Nr. 91. Engelmann, 1881, ISSN 0044-5231, S. 450–453.
- Die chordotonalen Sinnesorgane und das Gehör der Insecten. In: Archiv für Mikroskopische Anatomie. Band 20. Cohens, Dezember 1881, ISSN 0176-7364, S. 506–640, doi:10.1007/BF02952659.
- Die chordotonalen Sinnesorgane und das Gehör der Insecten. In: Archiv für Mikroskopische Anatomie. Band 21. Cohens, Dezember 1882, ISSN 0176-7364, S. 65–145, doi:10.1007/BF02952616.
- Sir John Lubbock, Observations on Ants, Bees and Wasps. In: Biologisches Centralblatt. Band 2, Nr. 4. Besold, 1882, ISSN 0006-3304, S. 109–117.
- Grundlinien zur Erforschung des Helligkeits- und Farbensinnes der Tiere. Tempsky & Freytag, Prag, Leipzig 1884.
- Ueber die Mechanik des Insektenkörpers. In: Biologisches Centralblatt. Band 4, Nr. 18. Besold, 1884, ISSN 0006-3304, S. 560–570.
- F. Plateau, Experimente über die Muskelkraft wirbelloser Tiere. In: Biologisches Centralblatt. Band 4, Nr. 22. Besold, 1885, ISSN 0006-3304, S. 560–570.
- Vergleichende Grundversuche über die Wirkung und die Aufnahmestellen chemischer Reize bei den Tieren. In: Biologisches Centralblatt. Band 5, Nr. 13. Besold, 1885, ISSN 0006-3304, S. 385–489.
- Die äußeren mechanischen Werkzeuge der Tiere. In: Das Wissen der Gegenwart. Deutsche Universal-Bibliothek für Gebildete. Band 64/65. Freytag & Tempsky, 1886, ZDB-ID 597145-7.
- Neue Versuche über die Funktion der Insektenfühler. In: Biologisches Centralblatt. Band 7, Nr. 1. Besold, 1887, ISSN 0006-3304, S. 13–19.
- Thermische Experimente an der Küchenschabe (Periplaneta orientalis). In: Archiv für die gesammte Physiologie des Menschen und der Thiere. Band 41. Strauß, 1887, ZDB-ID 505391-2, S. 240–256.
- Veit Graber et al.: Leitfaden der Zoologie für die oberen Classen der Mittelschulen. Tempsky & Freytag, Wien, Prag, Leipzig 1922 (1887–1892).
- Über die Polypodie bei Insekten-Embryonen. In: Carl Gegenbaur (Hrsg.): Morphologisches Jahrbuch. Eine Zeitschrift für Anatomie und Entwickelungsgeschichte. Jg. 13, Nr. 4. Engelmann, 1888, ZDB-ID 519044-7, S. 586–615.
- Über die primäre Segmentirung des Keimstreifs der Insekten. In: Carl Gegenbaur (Hrsg.): Morphologisches Jahrbuch. Eine Zeitschrift für Anatomie und Entwickelungsgeschichte. Jg. 14, Nr. 2. Engelmann, 1888, ZDB-ID 519044-7, S. 345–368.
- Über den zoologischen Unterricht am Obergymnasium. In: Zeitschrift für die österreichischen Gymnasien. Jg. 39, Abth. 3. Gerold, 1888, ZDB-ID 202897-9, S. 927–937.
- Ueber die Empfindlichkeit einiger Meertiere gegen Riechstoffe. In: Biologisches Centralblatt. Band 8, Nr. 24. Besold, 1889, ISSN 0006-3304, S. 743–754.
- Ueber den Bau und die phylogenetische Bedeutung der embryonalen Bauchanhänge der Insekten. In: Biologisches Centralblatt. Band 9, Nr. 12. Besold, 1889, ISSN 0006-3304, S. 355–363.
- Ueber die embryonalen Hinterleibsanhänge der Insekten und ihre Bedeutung für die Erkenntniß der Vorfahren dieser Thiere. In: Die Natur. Zeitung zur Verbreitung naturwissenschaftlicher Kenntniß und Naturanschauung für Leser aller Stände. N. F. Jg. 15, Nr. 42. Schwetschke, 19. Oktober 1889, ZDB-ID 516999-9, S. 501–503.
- Vergleichende Studien über die Keimhüllen und die Rückenbildung der Insecten. In: Denkschriften der kaiserlichen Akademie der Wissenschaften. Mathematisch-naturwissenschaftliche Classe. Band 55, Abth. 2, 1889, ZDB-ID 961131-9, S. 109–162.
- Vergleichende Studien über die Embryologie der Insecten und insbesondere der Musciden. In: Denkschriften der kaiserlichen Akademie der Wissenschaften. Mathematisch-naturwissenschaftliche Classe. Band 56, Abth. 2, 1889, ZDB-ID 961131-9, S. 257–314.
- Vergleichende Studien am Keimstreif der Insecten. In: Denkschriften der kaiserlichen Akademie der Wissenschaften. Mathematisch-naturwissenschaftliche Classe. Band 57, 1890, ZDB-ID 961131-9, S. 621–734.
- Beiträge zur vergleichenden Embryologie der Insecten. In: Denkschriften der kaiserlichen Akademie der Wissenschaften. Mathematisch-naturwissenschaftliche Classe. Band 58, 1891, ZDB-ID 961131-9, S. 803–866.
- Die Entdeckungen von E. Ballowitz betreffend die fibrilläre Struktur der Spermatozoen-Geißel. In: Biologisches Centralblatt. Band 10, Nr. 23. Besold, 1891, ISSN 0006-3304, S. 721–731.
- Ueber die embryonale Anlage des Blut- und Fettgewebes der Insekten. In: Biologisches Centralblatt. Jg. 11, Nr. 7/8. Besold, 1891, ISSN 0006-3304, S. 212–224.
- Bemerkungen zu J. Carrière’s Aufsatz „die Drüsen am ersten Hinterleibsringe der Insektenembryonen“. In: Biologisches Centralblatt. Jg. 11, Nr. 7/8. Besold, 1891, ISSN 0006-3304, S. 224–229.
- Zur Erwiderung Dr. K. Heider’s auf meine Bemerkungen zu dessen Embryologie von Hydrophilus. In: Zoologischer Anzeiger. Jg. 14, Nr. 353. Engelmann, 1891, ISSN 0044-5231, S. 8–9.
- Zur Embryologie der Insecten. In: Zoologischer Anzeiger. Jg. 14, Nr. 371. Engelmann, 1891, ISSN 0044-5231, S. 286–291.
- Über die morphologische Bedeutung der ventralen Abdominalanhänge der Insekten-Embryonen. In: Carl Gegenbaur (Hrsg.): Morphologisches Jahrbuch. Eine Zeitschrift für Anatomie und Entwickelungsgeschichte. Jg. 17, Nr. 3. Engelmann, 1891, ZDB-ID 519044-7, S. 467–482.